# Heřmaničky
Heřmaničky jsou obec v okrese Benešov. Žije zde 755 obyvatel a katastrální území obce má rozlohu 1740 ha. Skrze obec protéká potok Mastník, pravý přítok Vltavy.
Ve vzdálenosti třináct kilometrů severozápadně leží město Sedlčany, 21 kilometrů severně město Benešov, 23 kilometrů jižně město Tábor a 24 kilometrů jihozápadně město Milevsko.

## Členění obce
Heřmaničky se skládají z 13 částí ležících na třech katastrálních územích:
- Heřmaničky – části Heřmaničky, Číšťovice, Jiříkovec, Jíví, Karasova Lhota a Loudilka
- Arnoštovice – části Arnoštovice, Durdice, Jestřebice a Peklo
- Velké Heřmanice – části Velké Heřmanice, Dědkov a Křenovičky

## Historie
První zmínky o Heřmaničkách pocházejí z poloviny 13. století. Ovšem nejstarší zmínka z této obce pochází z nedalekých Arnoštovic. Celé Heřmaničky včetně okolních osad patřily až do poloviny 19. století pod smilkovské panství. S výjimkou Jestřebic, které spadaly pod panství votické.

## Doprava
Heřmaničky se nacházejí na železniční trati 220 Praha – Tábor – České Budějovice. Obcí rovněž prochází silnice 121, hlavní tah mezi městy Votice a Milevsko. Podle dosavadních plánů má 1 km jihozápadně od středu obce vést dálnice D3.
Každoročně jsou na zdejší nádraží sváženi kyvadlovou autobusovou dopravou z Prčice účastníci turistického pochodu Praha-Prčice a přestupují zde na vlaky směrem k Praze i Táboru.
Na táborském zhlaví této stanice se nachází mechanické vjezdové návěstidlo a mechanická odjezdová návěstidla. Heřmaničky se tak stávají poslední elektrifikovanou stanicí v České republice, která je tímto typem návěstidel vybavena.

## Další fotografie

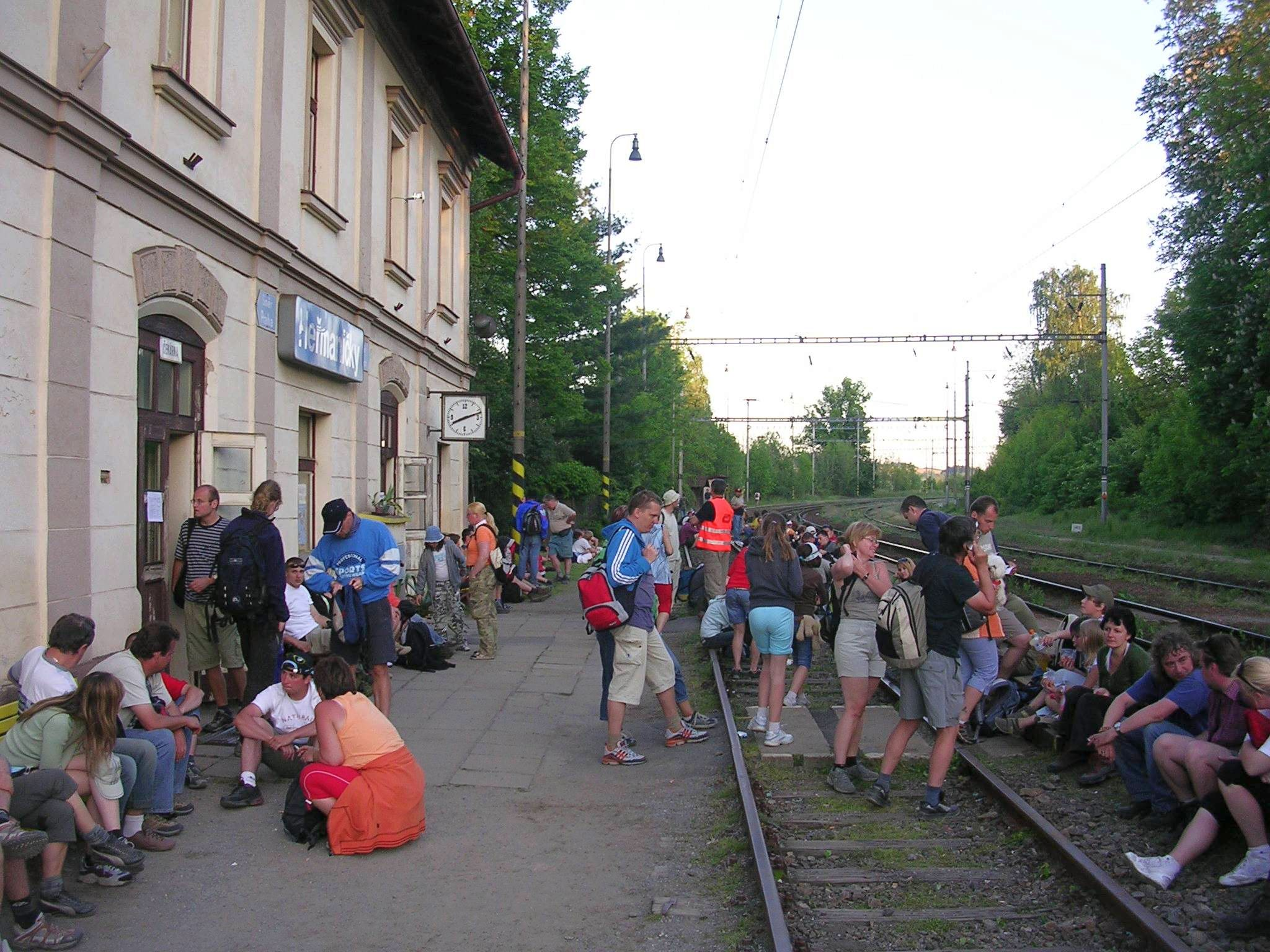
Nádraží v Heřmaničkách při pochodu Praha–Prčice
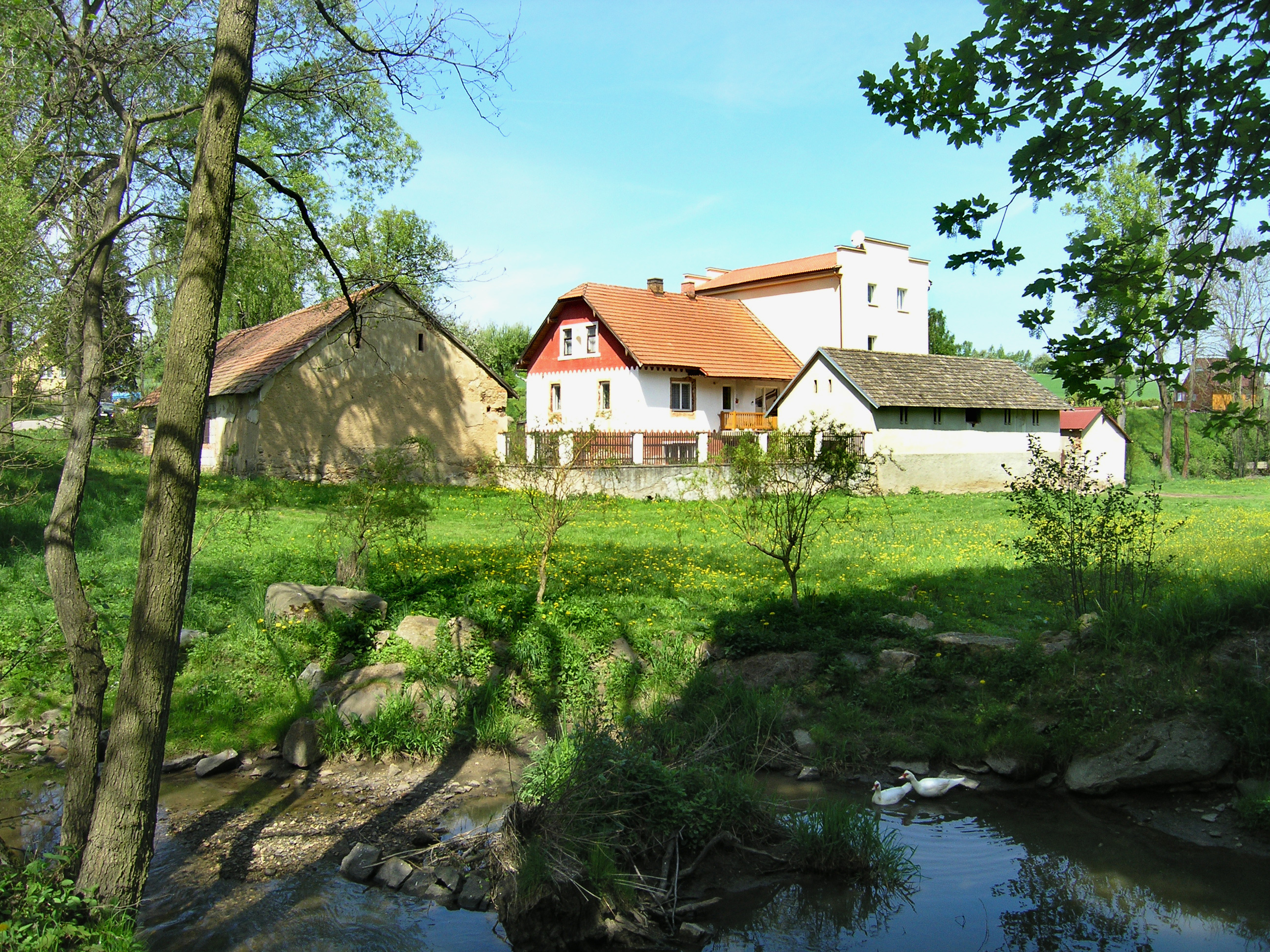
Samota Strašík u potoka Mastník
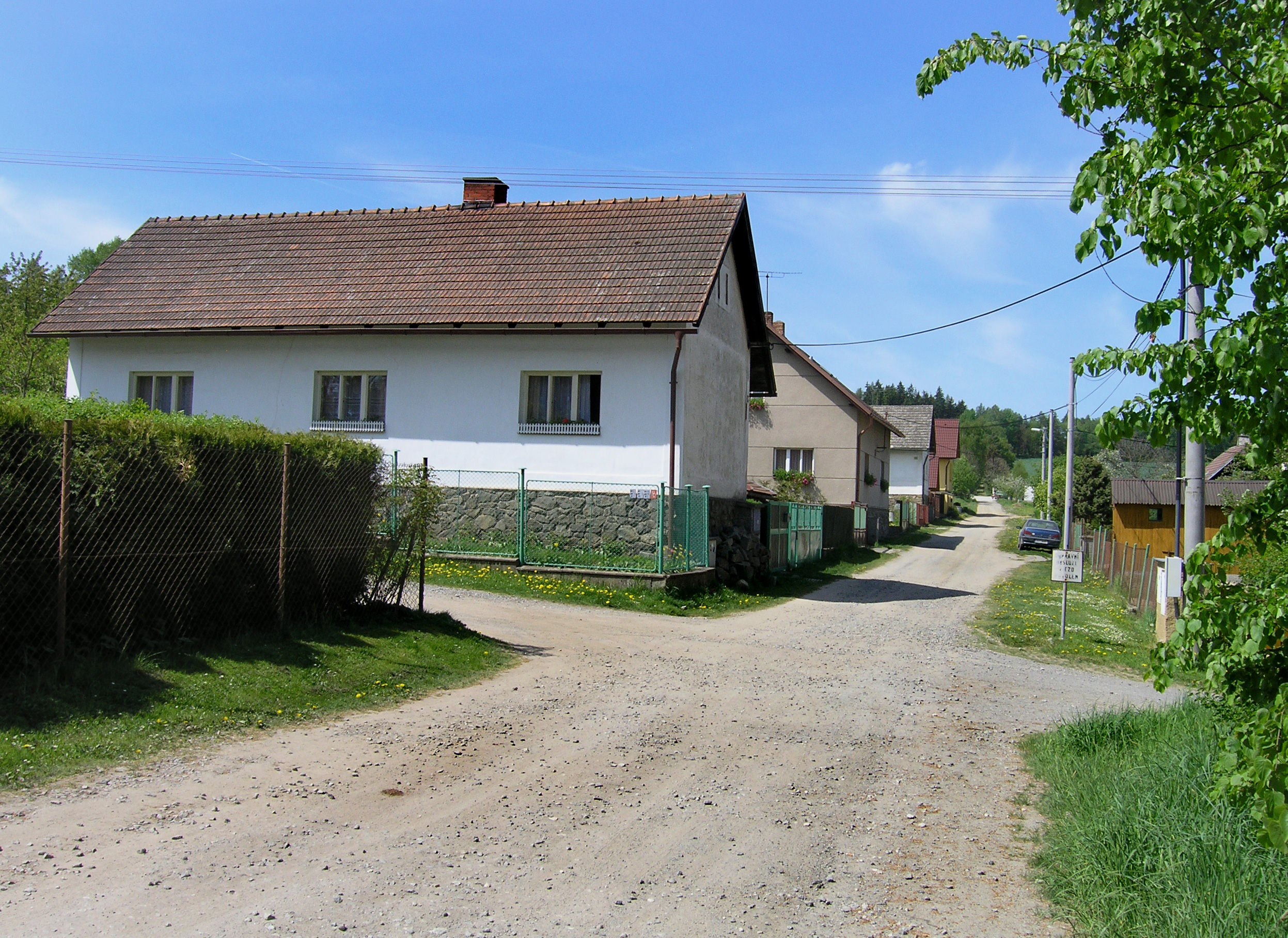
Domky ve středu vesnice